# Uwe Frießner
Uwe Frießner (* 1942 in Berlin) ist ein deutscher Regisseur und Drehbuchautor.

## Leben und Wirken
Von 1962 bis 1966 studierte Uwe Frießner Geologie, Philosophie sowie Germanistik in Berlin und Hamburg. 1969 arbeitete er als Hochseefischer, gefolgt von zwei Jahren Arbeit als Dachdecker. In den Jahren 1972 bis 1975 studierte Frießner an der Deutschen Film- und Fernsehakademie Berlin. In den folgenden Jahren inszenierte er einige Kurzfilme.
Bereits mit seinem Spielfilmdebüt, dem im Winter 1979 mit Laiendarstellern gedrehten Jugenddrama Das Ende des Regenbogens, mit dem er sein Studium an der dffb abschloss, gewann er zahlreiche Auszeichnungen. Der Film erhielt 1980 das Filmband in Silber, Hauptdarsteller Thomas Kufahl sogar das Filmband in Gold. Außerdem gewann Frießner mit dem Film den Preis der deutschen Filmkritik und wurde beim Max Ophüls Festival ausgezeichnet.
Nach seinem nächsten Kinofilm Baby inszenierte Frießner mit Der Drücker seinen ersten Fernsehfilm. Für ihn erhielten Frießner (Regie), Bernhard Pfletschinger (Drehbuch nach Andreas Blechners gleichnamigem autobiographischen Roman) und Andreas Buttler (Hauptdarsteller) 1987 den Adolf-Grimme-Preis mit Silber in der Kategorie „Fernsehspiel“. In seiner Filmkritik in der Wochenzeitung Die Zeit feierte Helmut Schödel den Regisseur als „Meister des Milieufilms“: „Frießners Filme erzählten von der wunderbaren Lebensenergie der Verlierer und davon, wie wenig Bosheit oft hinter jugendlicher Kleinkriminalität und Prostitution steckt. Schiefe Tragödien sind Frießners Filme.“ Er schwärmte: „Dabei gelingt es Frießner wie keinem anderen, in seinen Drehbüchern den Jargon sozialer Verlierer ganz unaufdringlich zu protokollieren. In Frießners Dialogen verliert die Rede der Subkultur nichts von ihrer Spontaneität. Keinem gelingt es wie Frießner, mit Laiendarstellern das professionelle Gemime ad absurdum zu führen. Er läßt sie Erfahrungen zeigen, von denen die anderen nicht einmal etwas ahnen.“
1996 erhielt Frießner den Adolf-Grimme-Preis für Abgefahren (zusammen mit Susanne Bormann).
Der Filmhistoriker und Journalist Jan Gympel schrieb zu der von ihm kuratierten Reihe mit Filmen von Uwe Frießner im Berliner Zeughauskino im April 2019: „Obwohl seine TV-Filme und -Serien meist ambitioniert waren und zwei Adolf-Grimme-Preise erhielten, wurde er zu einem Beispiel dafür, wie ein Regisseur und Drehbuchautor auch von der Fachöffentlichkeit immer weniger wahrgenommen wird, wenn er ausschließlich für das Fernsehen arbeitet. [...] Seit seinem Erstling galt Frießner, der auch in der Jugendarbeit tätig war, als Spezialist für mit sozialen und psychischen Problemen beladene Teens und Twens. In Wahrheit gab es auch anders geartete Projekte, die sich aus unterschiedlichen Gründen – teils in weit fortgeschrittenem Stadium – zerschlugen. Allen gemein war Frießners Lieblingsthema: das schuldlos Schuldigwerden.“
Vom Ende der 1980er bis zur Mitte der 2000er Jahre arbeitete Frießner für das Fernsehen und inszenierte Episoden von Fernsehserien wie Wolkenstein, Die Feuerengel und Doppelter Einsatz.

## Filmografie (Auswahl)
- 1979: Das Ende des Regenbogens (auch Buch)
- 1979: St. Pauli-Landungsbrücken (Fernsehserie, eine Folge)
- 1984: Baby (auch Buch)
- 1986: Der Drücker (Fernsehfilm)
- 1989: Molle mit Korn (Fernsehserie, auch Buch)
- 1993: Wenn Engel reisen (Fernsehserie)
- 1994: Hass im Kopf (Fernsehfilm, auch Buch)
- 1994: Abgefahren (Fernsehfilm, auch Buch)
- 1996: Wolkenstein (Fernsehserie, drei Folgen)
- 1997: Die Feuerengel (Fernsehserie, drei Folgen)
- 2000–2001: Doppelter Einsatz (Fernsehserie, zwei Folgen)
- 2001: Absturz in die Todeszone (Check-in to Disaster, Fernsehfilm)
- 2004: Unter Verdacht (Fernsehserie, eine Folge)